# Datenmüll-Management
| QS-Informatik | Dieser Artikel wurde wegen inhaltlicher Mängel auf der Qualitätssicherungsseite der Redaktion Informatik eingetragen. Dies geschieht, um die Qualität der Artikel aus dem Themengebiet Informatik auf ein akzeptables Niveau zu bringen. Hilf mit, die inhaltlichen Mängel dieses Artikels zu beseitigen, und beteilige dich an der Diskussion! (+) |

Datenmüll-Management befasst sich grundsätzlich mit nicht mehr benötigten oder redundanten, aber dennoch gespeicherten Daten, die für Privatpersonen, Unternehmen und Institutionen (wirtschaftlich) nutzlos geworden sind. Fraglich ist in diesem Zusammenhang, ob deren endgültiges Löschen die Ultima Ratio darstellt.
Für viele Unternehmen und Institutionen ist der Datenmüll, die Menge überflüssiger Informationen, manchmal auch als „Datenfriedhof“ bezeichnet, ein Problem.

## Überblick
Der Datenbestand stieg bisher weltweit an:
Ende 2010: ≈ 970 Exabyte
Ende 2011: ≈ 1,8 Zettabyte (IDC)
Ende 2020: geschätzt rund 35 bis 40 Zettabyte
Hinzu kommt, dass in Unternehmen weltweit rund 80 Prozent der Datenbestände in unstrukturierter Form vorliegen. Für Unternehmen ist Datenmüll nicht nur eine Kostenfrage, sondern auch ein Problem effizienter Organisation.
Datenmüll führt zu unnötigem Arbeitsaufwand der Mitarbeiter in Unternehmen und Institutionen. Es werden Ressourcen verschwendet. Die nachfolgenden Beispiele sollen dies verdeutlichen:
Allein beim Verwalten der eigenen E-Mails benötigte ein Mitarbeiter in den Jahren 2008/2009 durchschnittlich zwei Tage im Jahr für die Löschung von Spam-E-Mails. Der Anteil der Spam-E-Mails (Werbung u. ä.) am weltweiten Postverkehr im Internet in Prozent beträgt rund 70 Prozent. 2008 betrug die geschätzte Zahl weltweiter Spam-Mails pro Tag über 100 Milliarden. Die Zahl der geschäftlichen E-Mails, die jeder vernetzte Arbeitsplatz weltweit im Durchschnitt pro Tag erhält, lag 2009 bei durchschnittlich 126.
In den Projektdokumentationen eines Unternehmens werden rund 70 bis 90 Prozent der Dateien zum Projektende nicht mehr benötigt, da es sich lediglich um Zwischenstände handelt. Darüber hinaus werden die meisten Projektdateien mehrfach hinterlegt, z. B. innerhalb des Intranet und teilweise auf verschiedenen Datenträgern, die sich in den Endgeräten der Nutzer befinden.
Hinzu kommt, dass die Speicherkosten in den letzten 35 Jahren extrem gesunken sind. So kostete 1988 1 GByte ungefähr 12.000 Dollar, heute nur noch wenige Cent. Trotzdem sind die Ausgaben für Speicherkapazitäten in den IT-Budgets der Unternehmen in den letzten Jahren kontinuierlich gestiegen. Insbesondere im Zusammenhang mit Begriffen wie Big Data und Data Warehouse wird das Problem seit langem thematisiert.
Es werden zwar immer mehr Software- und Technologielösungen zur Speicherung von Daten entwickelt und angeboten, aber bisher gibt es keinen umfassenden Unternehmensprozess zur Eindämmung des Datenwachstums.
Die Konsequenzen sind mittlerweile in weiten Teilen der Gesellschaft (Privatpersonen, Unternehmen, öffentliche Hand) bekannt. Die Technik zur Verarbeitung von Daten, Informationen und Wissen wird immer komplexer, teurer, teilweise langsamer und auch fehleranfälliger. Das schlägt sich auch in den Strategiekonzepten der Speichersysteme der Hersteller nieder, die oft zugleich Anbieter von Backup- und Archivlösungen sind. Die Kosten für die Speicherung von Datenmüll werden kontinuierlich zunehmen. Softwaremethoden zur Datenkomprimierung und gezielte Deduplikation gewinnen mehr und mehr an Gewicht.

## Gesetzliche Regelungen
In Bezug auf die Aufbewahrung von Daten und Dokumenten durch ein Unternehmen sind vor allem gesetzliche Aufbewahrungspflichten zu beachten: das deutsche Handelsgesetzbuch (HGB) für alle Kaufleute und die Abgabenordnung (AO) für alle Buchführungspflichtigen regeln die jeweiligen Aufbewahrungspflichten. So sind z. B. Geschäftsunterlagen gemäß § 257 Abs. 1 Satz 1 HGB und gemäß § 147 Abs. 1 Satz 1 AO „geordnet“ aufzubewahren, so dass sie einem verständigen Dritten innerhalb angemessener Zeit einen Überblick über die Geschäftsvorfälle und über die Lage des Unternehmens vermitteln können.
Das Bundesdatenschutzgesetz enthält verschiedene Bestimmungen zum Löschen von Daten. Zudem galt seit 2003 der in § 3a definierte Grundsatz der Datensparsamkeit und Datenvermeidung.

## Eine typische Ausgangssituation im Unternehmen
Die folgenden Merkmale deuten auf Datenmüll in einem Unternehmen oder einer Institution hin:
1. Hohe Datenzuwächse p. a.
2. Zunehmender Speicherzukauf p. a. und steigende IT-Budgets für das Speichern von Daten.
3. Der Anteil unstrukturierter Daten im Unternehmen ist (zu) hoch.
4. Daten werden mehrfach, redundant und nicht konsistent zueinander im Unternehmen gehalten.
5. Schlechte Auffindung der richtigen Dateien (Informationen). Die aktuellen Versionen werden mitunter nicht mehr oder erst nach längerer Suchzeit gefunden.
6. Mitarbeiter in Unternehmen verbringen viel Zeit für das Handling von E-Mails.
7. Datenobjekte und E-Mails haben meist kein Verfallsdatum, kein Daten-Lifecycle-Management.
8. Zu hohe Kosten für die Speicherung von Datenmüll (Datensicherung, Stromverbrauch usw.).
9. Der Datenmüll-Management-Prozess im Unternehmen fehlt; ebenso ein professionelles Datenmanagement.
10. Die Rolle eines Datenmüll-Managers („Data-Waste-Officer“) ist nicht etabliert.
11. Speichermedien werden nicht professionell entsorgt (mit der Folge von Spionagerisiken, Compliance-Verletzungen).

## Lösungsansätze
Ein Projektmodell zur Einführung des Datenmüll-Management-Prozesses ist das Modell von Martin G. Bernhard. Es reicht von der Identifikation der Datenmüllbereiche und der Orte, an denen er entsteht, bis zum Monitoring. Dieses Projektmodell kann in der Praxis für die Einführung eines Datenmüll-Management-Prozesses in jedem Unternehmen und jeder Institution angewendet werden. Es muss auf die jeweilige Situation des Unternehmens bzw. der Institution zugeschnitten werden.
Im Rahmen dieses Projektmodells sind folgende Themen abzuarbeiten:
- der Datenmüll-Management-Prozess mit seinen Haupt- und Teilprozessen,
- die Rolle eines Datenmüll-Managers,
- Templates zur Erfassung des Datenmülls,
- ein Maßnahmenkatalog mit konkreten Vorschlägen zur Eindämmung sowie kurz- bis mittelfristigen Reduzierung des Datenmülls und Kennzahlen zur Ermittlung und Steuerung des Datenmülls.

### Transparenz
- Es soll Transparenz über den Datenmüll in den unterschiedlichen Prozessen erzeugt werden.
- Es soll ein Überblick über die Teilprozesse und Daten vorhanden sein, in denen signifikante Mengen von Datenmüll bereits vorhanden sind und auch zukünftig kontinuierlich anfallen.
- Es soll Transparenz speziell über das Spam-E-Mail-induzierte Datenmüllvolumen erzielt werden: pro Mitarbeiter und im Unternehmen insgesamt.
- Es soll ein Überblick über die Datenmüllgröße gegeben werden, welche sich aus der Einführung neuer Techniken (wie Bilder, Sprache, Filme, soziale Plattformen usw.) ergeben.
- Das aus laufenden Verbesserungsmaßnahmen resultierende eingesparte Datenmüllvolumen soll erfasst werden.
- Die Unternehmensdatenverwaltung und dessen Datenobjekte sollen um Eigenschaften erweitert werden wie beispielsweise das Verfallsdatum von Datenobjekten sowie die Entsorgungsart und Abhängigkeit von anderen Datenobjekten, welche Datenmüll darstellen.

### Kostenermittlung und Kostentransparenz
- Die Kosten für die Bearbeitung der Spam-E-Mails und auch unproduktiver E-Mails (z. B. „cc-Mails“ oder „zur-Kenntnis-Mails“ aus dem eigenen Unternehmen) pro Mitarbeiter und im Unternehmen insgesamt sollen ermittelt werden.
- Die Kosten für die Aufrechterhaltung eines Datenmüll-Management-Prozesses sollen dargestellt werden.
- Die Kosten für die jährlich durchzuführenden neuen Maßnahmen zur Reduzierung des Datenmülls sollen dargelegt werden.
- Das jährliche Datenmüllvolumen insgesamt im Verhältnis zum Gesamtdatenvolumen soll erhoben werden.
- Das jährliche Datenmüllvolumen insgesamt und näherungsweise die Kosten für die Speicherung (inklusive Sicherung) des Datenmüllvolumens soll ermittelt werden.
- Das potenzielle Datenmüll-Einsparvolumen im laufenden Geschäftsjahr und zumindest für das folgende Geschäftsjahr soll dargestellt werden.

### Kontrollierte Datenmüllentsorgung
Unabdingbare Zielsetzung für Unternehmen und Institutionen ist die Erreichung einer nachhaltigen Datenmüllentsorgung.
Letztlich muss sichergestellt werden, dass der neu entstehende Datenmüll möglichst automatisiert in den Unternehmensprozessen identifiziert sowie sicher entsorgt wird.

### Nutzenpotentiale
Mit der Einführung eines professionellen Datenmüll-Management-Prozesses können die nachfolgend genannten Nutzenpotenziale für Unternehmen und Institutionen erzielt werden:
- Geringere Kostenzuwächse durch weniger Speicherzukauf pro Jahr.
- Beitrag zur „Green-IT“ durch geringeren Stromverbrauch für den Betrieb von Speichersystemen.
- Schnelleres Auffinden der richtigen Informationen und weniger Fehler bei der Verwendung falscher Dateiversionen.
- Eindeutiges Auffinden von Dateien durch Vermeidung unnötiger Mehrfachspeicherung von Dateien (Datensicherung ist OK).
- Höhere Sicherheit bei der Nutzung und Rechteverwertung von Dateien (zum Beispiel Fotos, Filme, wissenschaftliche Texte).
- Verbesserte Nutzung der Arbeitsressourcen durch Verbesserung der Effektivität (keine Freisetzung).
- Komplexitätsreduzierung und bessere Beherrschbarkeit der gesamten Datensicherungsprozesse.
- Freilegung stiller Reserven bei den vorhandenen Speichersystemen (für eine verbesserte Speichernutzung) und effizientere Nutzung existierender IT-Ressourcen.